# Gaspard III de Fieubet
Pour les autres membres de la famille, voir Famille de Fieubet.
Ne pas confondre avec Gaspard de Fieubet, cousin germain de son père.
Gaspard III de Fieubet, né en 1626 ou 1627 à Toulouse et mort le 10 septembre 1694 à Yerres, est un magistrat français, conseiller au Parlement de Toulouse et au Parlement de Paris, issu d'une grande famille de robe. Conseiller d'État, il est chancelier de la reine et sert les intérêts de Madame de Montespan et des légitimés. Il achète et fait rénover l'hôtel Fieubet à Paris. Littérateur lui-même, il s'entoure de gens de lettres avant de terminer ses jours dans un monastère.

## Biographie

### Une famille de financiers et de parlementaires
Gaspard III de Fieubet, petit-neveu du premier président du Parlement de Provence Guillaume de Fieubet, est le fils de Gaspard II de Fieubet (mort en 1657), seigneur de Cendray, baron de Launac, trésorier de l'Épargne, et de Claude Ardier, fille de Jean Ardier. Un buste en marbre de Gaspard II de Fieubet a été réalisé en 1644. Il fait partie des collections du musée du Louvre et est localisé au château de Versailles.
Gaspard III est le fils aîné et a un frère cadet et trois sœurs :
- Anne de Fieubet (1630-1705), seigneur de Launac, conseiller au Parlement de Paris, maître des requêtes, époux d’Élisabeth Blondeau (morte en 1705). Leur fils est Paul de Fieubet, membre du Conseil des affaires du dedans du Royaume.
- Louise (morte en novembre 1698), épouse de Jean de Longueil, président à mortier au Parlement de Paris et fils du surintendant des finances René de Longueil. Leur petit-fils est Jean-René de Longueil, membre de l'Académie des sciences.
- Élisabeth (morte en 1656), épouse de Nicolas de Nicolaï, premier président de la Chambre des comptes de Paris ;
- Claude, épouse en 1636 Nicolas Jeannin de Castille, conseiller d'État, trésorier de l'Épargne et commandeur-secrétaire-greffier des ordres du roi[1].

Gaspard III de Fieubet épouse en 1654 sa cousine germaine Marie Ardier (morte en janvier 1685), fille de Paul II Ardier, président en la Chambre des comptes de Paris, et de Louise Olier. Cette dernière est la sœur de Jean-Jacques Olier, fondateur des sulpiciens.
Au XVIIe siècle, par leurs alliances réitérées avec la famille Ardier et la famille Blondeau, les Fieubet sont directement liés avec le milieu de la ferme des gabelles, tenue par la compagnie de Thomas Bonneau. Ces réseaux familiaux sont à la fois des serviteurs de l'État et les bailleurs de fonds de la monarchie, qui a constamment besoin d'argent. En décembre 1651, les trois trésoriers de l'Épargne ont ainsi 11 millions de livres de créances sur l'État. À partir de la seconde moitié du XVIIe siècle, la famille de Fieubet fait également partie d'un dense réseau de familles alliées cumulant des charges au Parlement de Paris, dont la famille de Claude Le Peletier et la dynastie ministérielle des Phélypeaux de Pontchartrain constituent des maillons importants.

### Conseiller d'État au service de la reine, de la maîtresse du roi et des légitimés
Gaspard III de Fieubet est conseiller au Parlement de Toulouse en 1645, conseiller au Parlement de Paris en 1649, maître des requêtes en 1654.
Il devient conseiller d'État semestre en 1671 puis conseiller d'État ordinaire en 1683. À ce titre, le roi l'envoie le représenter aux États de Bretagne en 1685 puis en 1689.
Gaspard de Fieubet sert la famille royale, y compris légitimée. Il est chancelier de la reine Marie-Thérèse d'Autriche, charge qui lui permet de fréquenter assidûment la Cour. Paradoxe apparent, il représente également les intérêts de la maîtresse de Louis XIV, Madame de Montespan, lors du procès en séparation d'avec son mari, Louis Henri de Pardaillan de Gondrin. L'affaire se passe en juin 1674, et elle est rondement menée, suivant le désir de Louis XIV, qui enjoint à Colbert :

« Pour ce qui regarde l'affaire dont Fieubet est chargé, dites-luy de la presser, afin qu'elle soit achevée, s'il est possible, dans la fin de ce mois. »

Fieubet accomplit sa tâche et le verdict, rapide, est en faveur de la maîtresse du roi. Celle-ci utilise ensuite Fieubet pour conclure une transaction financière avec son mari.
En mai 1682, Gaspard de Fieubet est légataire universel d'un enfant naturel du roi Henri IV, Henri de Verneuil, qui meurt sans descendance. Cette décision est moins surprenante qu'il n'y paraît. En fait, le duc de Verneuil a déjà disposé de l'essentiel de ses biens avant de mourir et il s'agit surtout d'éviter d'éventuelles réclamations de collatéraux. Fieubet rétrocède cet héritage à la veuve du duc de Verneuil, Charlotte Séguier, dès septembre 1684,. En 1686, Fieubet devient le chef de la tutelle du fils légitimé de Louis XIV et de la marquise de Montespan, le duc du Maine.

### Un homme riche
Gaspard III de Fieubet est seigneur de Cendray et de Ligny-le-Ribault, en Sologne. En 1672, sa femme Marie Ardier et lui prennent possession de la vicomté de Beauregard et de la seigneurie de Vineuil, qui appartenaient au père de Marie Ardier, Paul II Ardier, mort l'année précédente. Dans le château de Beauregard, ils font alors agrandir l'orangerie et font réaliser un décor peint dans la fameuse « galerie des illustres », composée de plus de 300 portraits de personnages historiques, qui fait toujours la réputation de ce château.

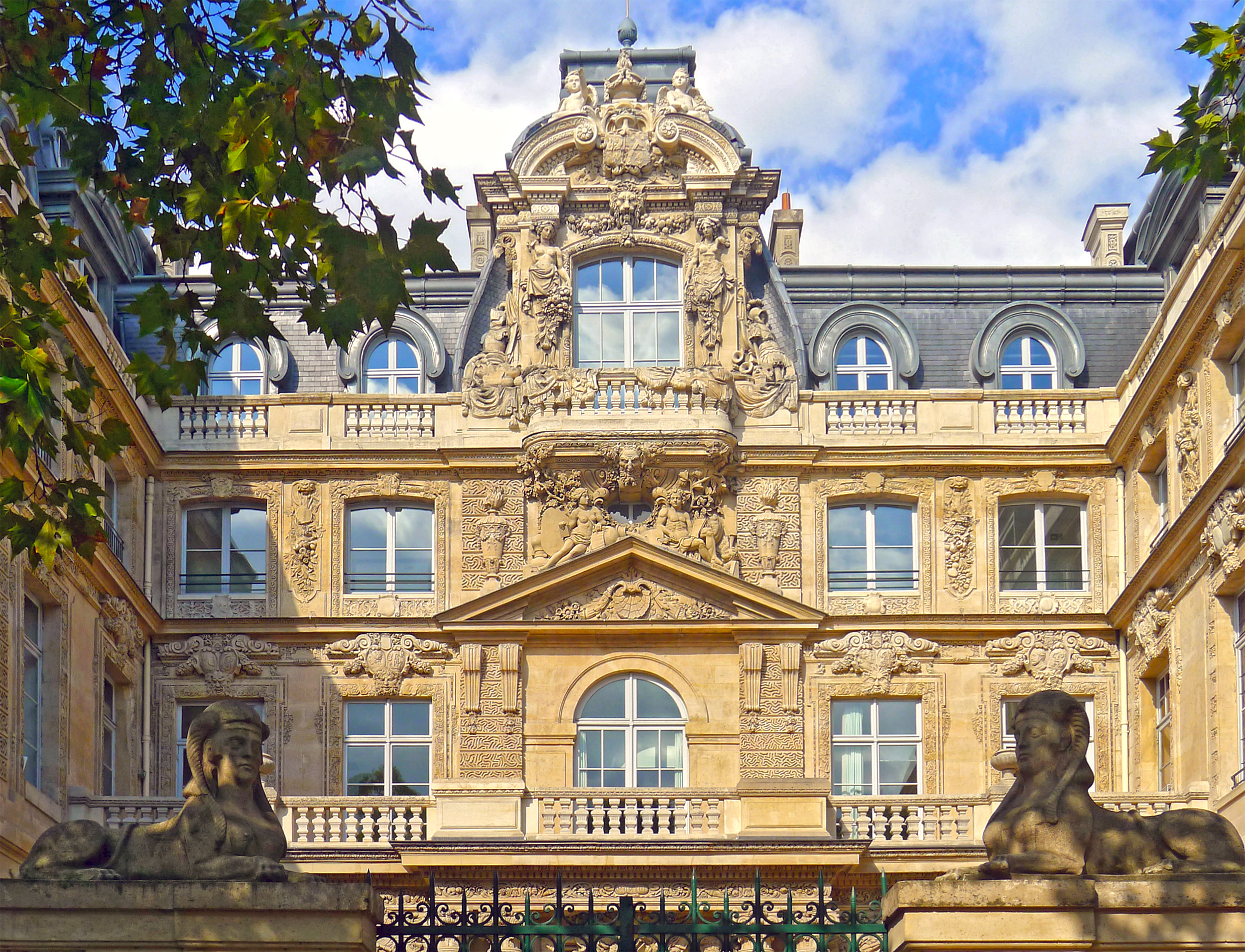
Façade de l'hôtel Fieubet

Gaspard de Fieubet hérite aussi de son beau-père Paul II Ardier une créance de 16 000 livres sur le duc de Saint-Simon. Comme il ne reçoit pas le remboursement de cette dette, à sa mort cette créance passe à son frère Anne. Parmi les créances héritées de son beau-père, il faut aussi compter celle sur le prince de Condé, héritier d'une dette contractée par les Montmorency. Ces créances non remboursées donnent lieu à paiement de rentes constituées. Fieubet a plus de succès avec ses créances sur la famille de Bellièvre. Il fait en effet partie des créanciers à qui Pierre de Bellièvre (fils de Nicolas de Bellièvre président à mortier du Parlement de Paris et petit-fils du chancelier Pomponne de Bellièvre) est obligé d'abandonner en 1675 la totalité de ses biens, faute de pouvoir rembourser ses dettes.
En 1676, Gaspard de Fieubet achète, pour 80 000 livres, à son parent l'abbé Balthazar Phélypeaux son hôtel particulier, quai des Célestins à Paris, qui va prendre le nom d'hôtel Fieubet. Les grandes familles de la noblesse de robe habitent alors à proximité, dans le quartier Saint-Paul et autour de la place Royale (actuelle place des Vosges). Son père possédait un hôtel particulier sur cette place, au numéro 20, qu'il avait acheté en 1639. Dans son nouvel hôtel particulier, Gaspard de Fieubet lance des travaux, qui durent jusqu'en 1681, suivant des plans dressés par Jules Hardouin-Mansart, qui dessine un ensemble composé d'un bâtiment principal et de deux ailes. Il possède aussi un hôtel particulier à Saint-Germain-en-Laye.

### Homme de lettres
Fieubet apprécie la littérature et reçoit régulièrement dans son hôtel particulier une société choisie, composée de gens de lettres comme le jésuite Bouhours ou La Fontaine et des représentants des nombreuses familles alliées, comme Madame de Sévigné, y compris une assez lointaine cousine comme la marquise de Brinvilliers. Poète lui-même en français et en latin, il ne dédaigne pas d'écrire les paroles d'une chanson très légère des Airs sérieux à deux dont la musique est composée par Mademoiselle de Menetou,. Il écrit une épitaphe pour Descartes et une autre pour le poète Saint-Pavin, qu'il fait graver sur la tombe de ce dernier :

« Sous ce tombeau gît Saint-Pavin ;
Donne des larmes à sa fin.
Tu fus de ses amis peut-être ?
Pleure ton sort, pleure le sien.
Tu n’en fus pas ? pleure le tien,
Passant d’avoir manqué d’en être. »

Au XVIIIe siècle, le souvenir de Fieubet homme de lettres perdure. Commentant l'épitaphe à Saint-Pavin, Voltaire dit de Fieubet qu'il est « l'un des esprits les plus polis de son siècle » et la Bibliothèque françoise ou Histoire de la litterature françoise, publiée par l'abbé Goujet en 1756, y consacre une notice.

### Une fin pieuse
Après la mort sans postérité de Marie Ardier en 1685, Gaspard de Fieubet se retire dans un monastère des camaldules à Yerres en 1688 ou en 1691. C'est là qu'il décède le 10 septembre 1694. Il y est enterré. Saint-Simon explique ainsi le choix de cette retraite pieuse : « C’étoit un homme de beaucoup d’ambition, qui se sentoit des talents pour la soutenir, qui soupiroit après les premières places, et qui ne put parvenir à aucune. Le dépit, la mort de sa femme sans enfants, des affaires peu accommodées, de l’âge et de la dévotion sur le tout, le jetèrent dans cette retraite. » Gaspard III de Fieubet et Marie Ardier n'ont pas d'enfant et leur héritage passe au frère de Gaspard, Anne de Fieubet, père de Paul de Fieubet et aux enfants de sa sœur défunte, Élisabeth de Fieubet, épouse de Nicolas de Nicolaï. Anne de Fieubet hérite des terres de Beauregard et de Vineuil, ainsi que de l'hôtel Fieubet, tandis que ses neveux  Nicolaï héritent de la maison contigüe, l'hôtel de Nicolaï.

## Héraldique
| Blason | Blasonnement : D'azur au chevron d'or accompagné en chef de deux croissants d'argent et en pointe d'une montagne isolée de même |

À l'époque moderne, les armoiries de ce type sont nombreuses. Le chevron d'or sur champ d'azur est la pièce honorable la plus utilisée, parce qu'il représente l'idée d'élévation. Il est souvent accompagné d'un meuble en pointe.